# Wiltenská bazilika
Wiltenská bazilika, německy Wiltener Basilika, Basilika Unsere Liebe Frau von der unbefleckten Empfängnis a Unserer Lieben Frau unter den vier Säulen, je římskokatolický farní a poutní kostel ve čtvrti Wilten v Innsbrucku. Podle církevního práva patří bazilika do diecéze Innsbruck.
Legenda říká, že římští legionáři z Veldideny uctívali obraz Panny Marie. Pod existující bazilikou byly nalezeny pozůstatky předchozího kostela, který byl datován do 5. století. Od roku 1259 je doložen kostel Panny Marie, který se brzy stal poutním místem. Stávající budova byla několikrát přestavěna. Kvůli zchátralosti byla v letech 1751-1756 během působení kněze a architekta Franze de Paula Penze postavena nová budova ve stylu rokoka podle plánů Josefa Stapfa z Pfrontenu, který také navrhl velkou část soch. V roce 1957 byl kostel papežem Piem XII. povýšen na baziliku minor. Wilten, jako nejstarší farnost v regionu, je také považována za mateřskou farnost města Innsbruck. Dnes je jednou z nejnavštěvovanějších atrakcí ve městě. Přímo vedle je klášter Wilten, domov Wiltener Sängerknaben, jednoho z nejstarších a nejznámějších chlapeckých sborů v Evropě.

## Interiér
Interiér kostela je zdoben v nejjemnějších barvách, mísí se zde zlato a spousta jemných rokokových ozdob od Franze Xavera Feuchtmayera a Antona Gigla. Stropní malby Matthäuse Günthera ukazují scény ze života Marie. Oltář se čtyřmi sloupy je zastřešen obrovskou korunou. Pod korunou je socha Panny Marie s dítětem, asi 90 cm vysoká, vytesaná z pískovce, v gotickém stylu z první poloviny 14. století, která dala kostelu jméno.
Bazilika má varhany od Franze Reinische II. ze Steinachu am Brenner z roku 1894 s 24 registry, které byl instalovány v roce 1758. V roce 2003 provedla nástupnická společnost Pirchner jejich restauraci. Od roku 2008 jsou v interiéru instalovány dvoje nové varhany.

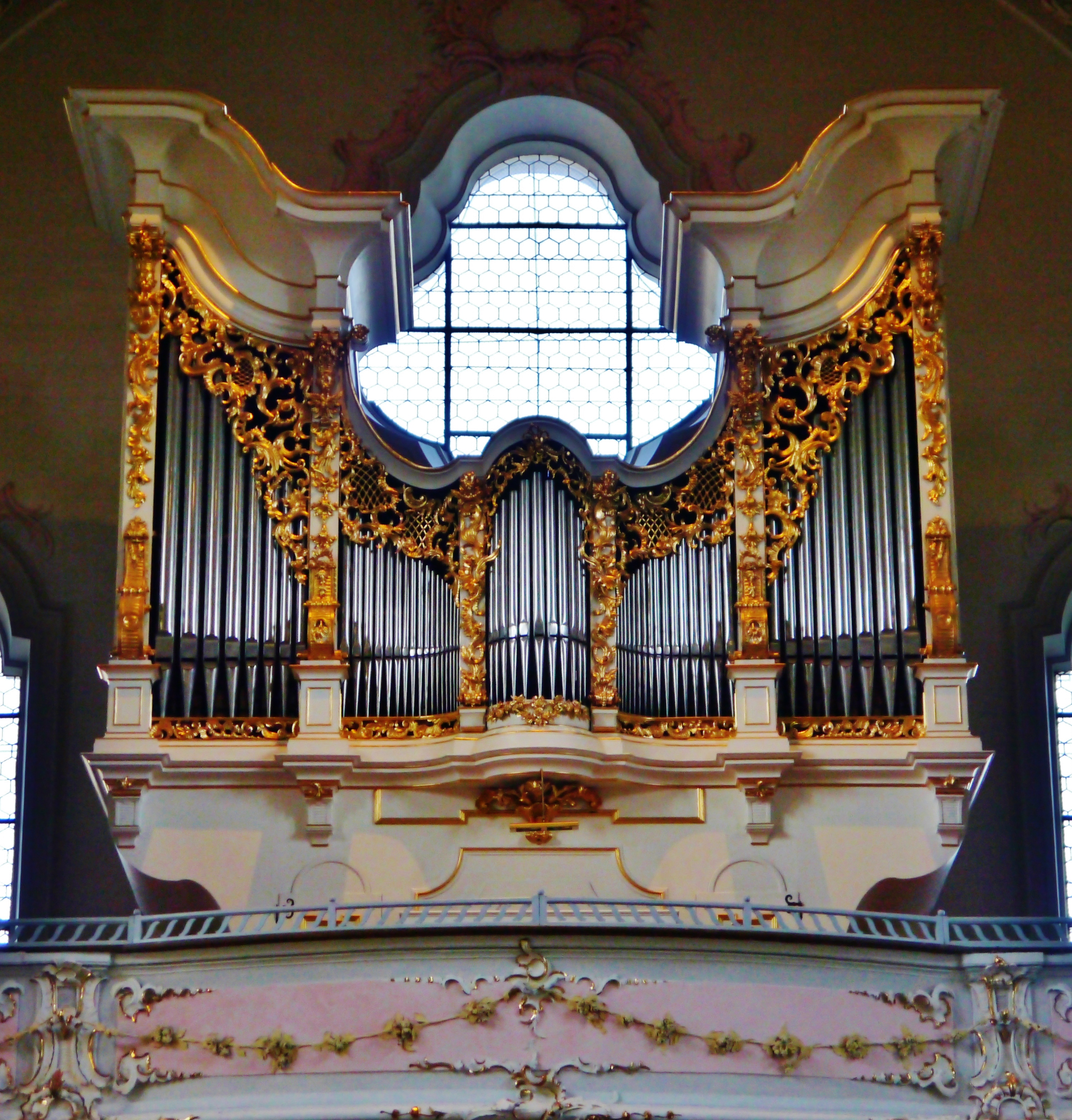
Varhany
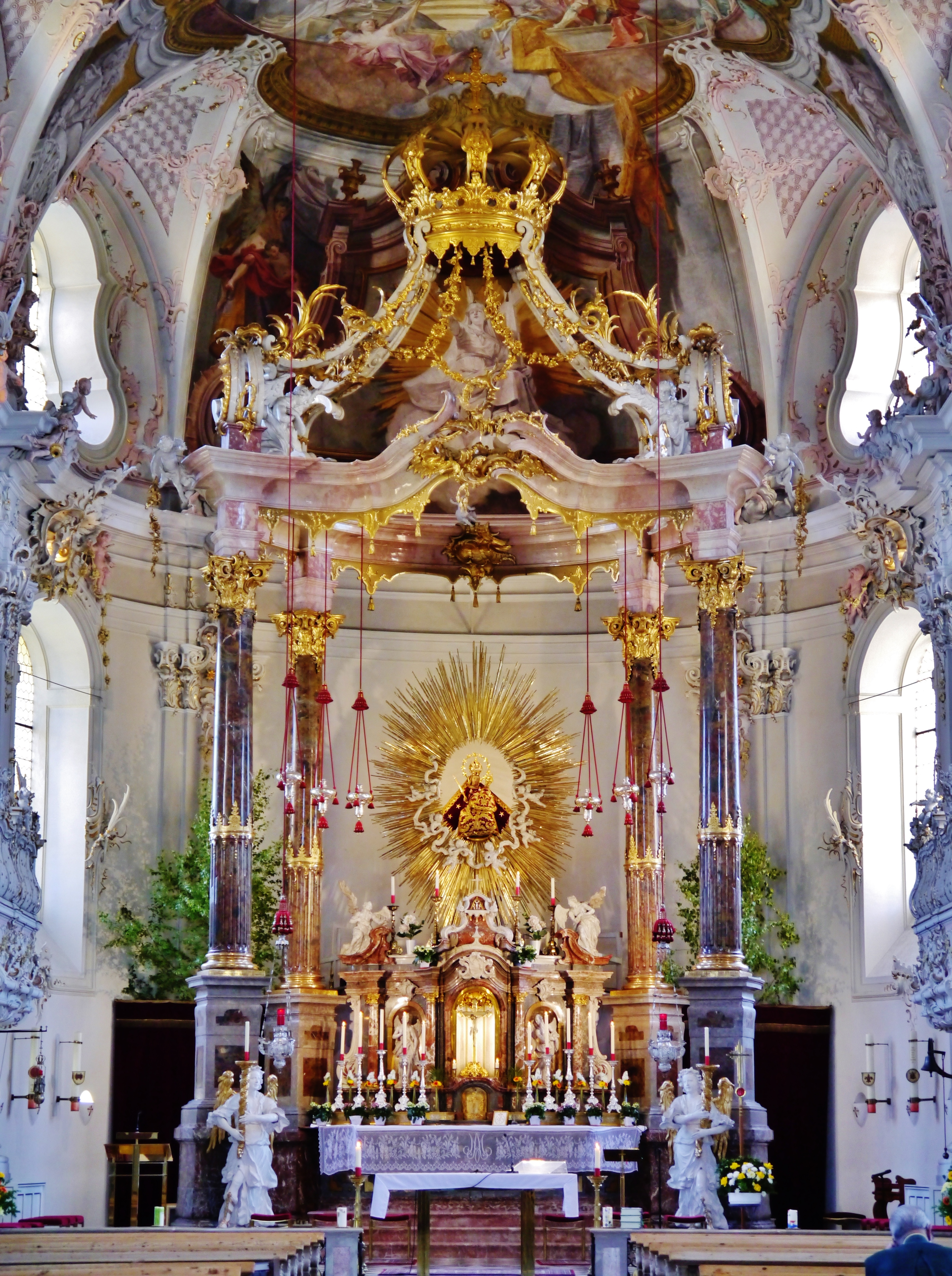
Oltář
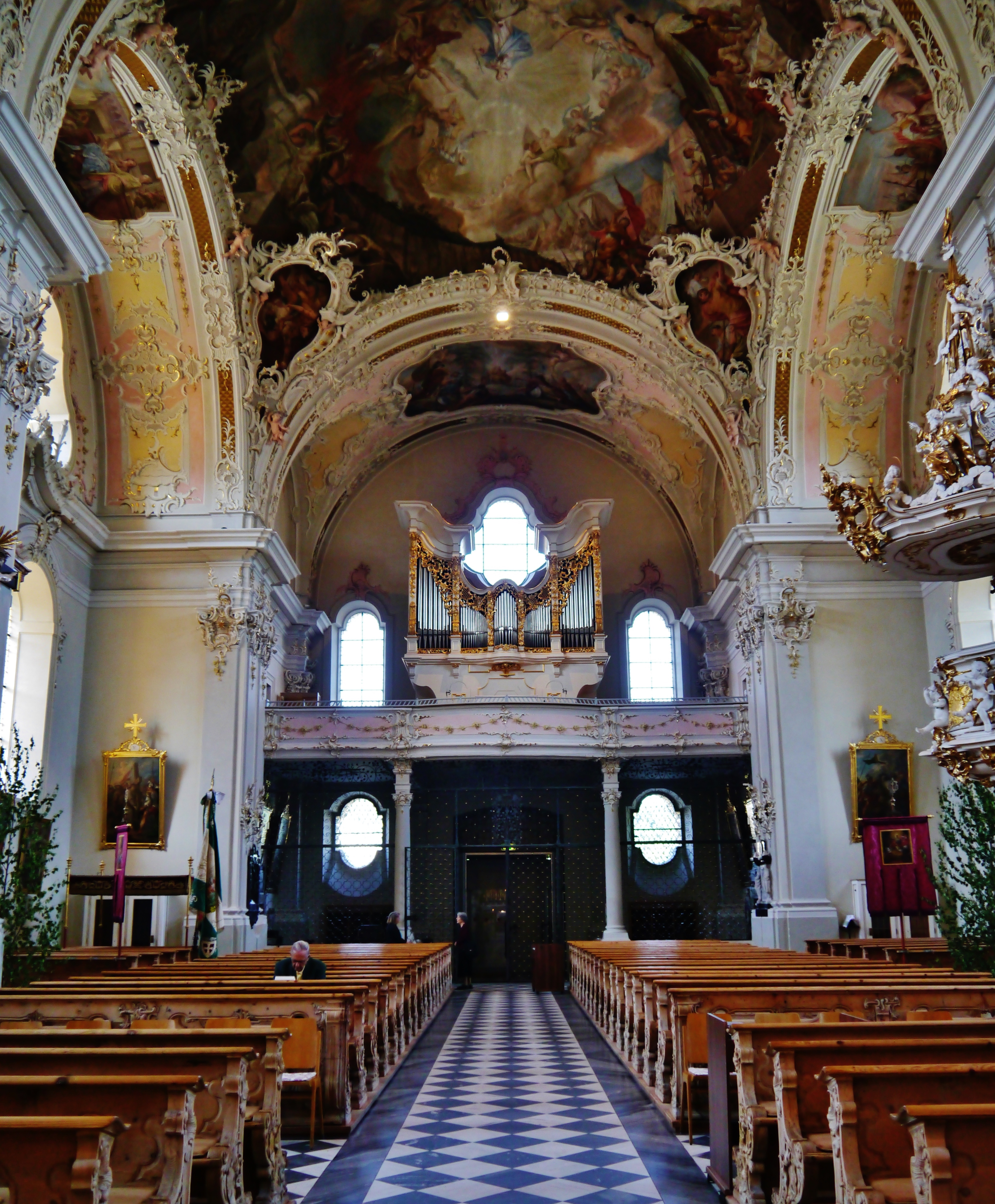
Interiér